# Coppa Nevigata
Coppa Nevigata ist ein archäologischer Fundort, etwa neun Kilometer südwestlich von Manfredonia, in der Provinz Foggia der italienischen Region Apulien. Hier wurde eine vor allem während der Bronzezeit bedeutende befestigte Siedlung entdeckt. Sie war von mindestens von 1800 v. Chr. bis zum Beginn des 1. Jahrtausends v. Chr. kontinuierlich bewohnt und findet in der Forschung vor allem wegen der zahlreichen entdeckten Purpurschneckenhäuser Beachtung, die eine frühe Purpurgewinnung wahrscheinlich machen. Die Siedlung erbrachte den bisher ältesten Beleg für die Herstellung von Olivenöl in Italien.

## Lage
Die Siedlung befand sich auf einer leichten Anhöhe an einer ausgedehnten Lagune in Küstennähe, im Bereich der Mündung des Candelaro. Heute liegt der Ort etwa sieben Kilometer von der Küste entfernt.

## Forschungsgeschichte
Erste Ausgrabungen fanden zwischen 1904 und 1909 unter der Leitung von Quintino Quagliati bzw. Angelo Mosso statt, nachdem man bei der Trockenlegung des Gebiets 1903 auf vorgeschichtliche Artefakte stieß. Während der Ausgrabungen zu Beginn des 20. Jahrhunderts wurde der obere Teil des Siedlungshügels abgetragen – nicht nur durch die Archäologen, sondern auch weil die Arbeiten des staatlichen Bauamts zur Entwässerung während der Forschungen fortgesetzt wurden. Dadurch wurden die Schichten der Endbronze- und frühen Eisenzeit fast vollständig vernichtet. Die Auswertungen und Funde der damaligen Grabungskampagnen wurden nicht oder nur unzureichend publiziert, weshalb sie fast 100 Jahre später Clarissa Belardelli unter Zuhilfenahme von Archivmaterial und Einschluss von Funden, die zu Beginn des 20. Jahrhunderts von den Ausgräbern und auch Raubgräbern verschiedenen italienischen Museen gespendet wurden, aufarbeitete. Ihre Ergebnisse veröffentlichte sie 2004.
Zwischen 1955 und 1975 erfolgten intensive archäologische Erforschungen des Gebiets unter der Leitung von Salvatore M. Puglisi, die von 1983 bis 1996 und ab den frühen 2000ern fortgesetzt wurden und weiterlaufen, zunächst (bis 1985) unter Puglisi, nach dessen Tod unter Alberto Cazzella, Maurizio Mosoloni und Giulia Recchia.

## Siedlungsgeschichte
Einzelne Funde stammen bereits aus dem Frühneolithikum. Dem fortgeschrittenen Neolithikum und der frühen Kupferzeit lassen sich bereits mehrere Siedlungsschichten zuordnen. Die erste sicher nachweisbare ständige Siedlung bestand in der Frühen Bronzezeit, im 19./18. Jahrhundert v. Chr. Sie war wahrscheinlich unbefestigt und wurde durch einen Brand zerstört. Um die nachfolgende Siedlung wurde etwa 1700 v. Chr. (im Proto-Apenninikum) erstmals eine Mauer aus Trockenmauerwerk errichtet. Diese hatte eine Stärke von über fünf Metern und von Türmen flankierte Tore. Im späten 16. Jahrhundert v. Chr. wurde Coppa Nevigata deutlich erweitert; es sind bisher allerdings keine Spuren einer Mauer aus dieser Phase entdeckt worden. Erst während der ersten Hälfte des 15. Jahrhunderts v. Chr. (zu Beginn des Apenninikums) wurde eine neue errichtet. Sie war wieder aus Trockenmauerwerk gefertigt, die Lücken zwischen den Steinen wurden durch Kalkerde aufgefüllt. Von dieser, wie auch von einer späteren, um 1400 v. Chr. errichteten Mauer sind nur spärliche Reste erhalten. Während des Apenninikums (15.–14. Jahrhundert v. Chr.) wurde ein Graben vor der Mauer ausgehoben, der offenbar auch noch im 13. Jahrhundert existierte, als die Mauer nicht mehr genutzt wurde. Er wurde zu Beginn der Eisenzeit (um 1000 v. Chr.) zugeschüttet.
Während der subapenninischen Zeit wurden Gebäude zur Produktion und Weiterverarbeitung, wie die wahrscheinlichen Purpurgewinnungsanlagen, die zuvor außerhalb der Befestigungen lagen, aufgegeben und teilweise in die Siedlung verlegt.

## Purpurgewinnung und Olivenölproduktion
Beachtung findet Coppa Nevigata in der Forschung wegen über 50.000 gefundener Reste von Meeresschneckenhäuser und Muschelschalen, bei denen Purpurschneckenhäuser mit 87,1 % den größten Anteil stellen. Diese stammen fast ausschließlich von der Art Murex trunculus. Auffällig ist bereits eine gewisse Häufung ab dem 18. Jahrhundert v. Chr. Ab etwa 1500 v. Chr. sind die Fragmente von Purpurschneckenhäusern so zahlreich, dass in der Forschung eine Purpurproduktionsstätte ab dieser Zeit für sehr wahrscheinlich gehalten wird. Die mit großem Abstand größte Zahl der Funde (ca. 95 %) datiert in die fortgeschrittene Phase der Apenninischen Kultur (bzw. mittlere Bronzezeit, ca. 15./14. Jahrhundert v. Chr.), doch gibt es noch Funde aus der Spätbronzezeit (ca. 1,6 %). Insgesamt stammen etwa 95 % der in Coppa Nevigata ans Licht gekommenen Murex-Schneckenhäuser aus der mittleren Bronzezeit.
In Coppa Nevigata wurde ferner die früheste in Italien bisher bekannte Extraktion aus Oliven zu Olivenöl nachgewiesen, die ins 19./18. Jahrhundert v. Chr. datiert.

## Handelsbeziehungen
Im Gegensatz zu einigen südlicheren Fundorten in Apulien, z. B. Roca Vecchia, sind Funde ostmediterraner Herkunft in Coppa Nevigata bis ins 14. Jahrhundert v. Chr. äußerst selten, auch wenn es Hinweise auf Beziehungen mit der Ägäis seit der ersten befestigten Siedlung gibt. Die Situation ändert sich im 13./12. Jahrhundert, als vermehrt drehscheibengefertigte, in mykenischem Stil bemalte Keramik auftritt, die aber lokal produziert wurde (sogenannte italomykenische Keramik). Sie entspricht stilistisch zumeist der SH-III C-Keramik Griechenlands, die ins 12. Jahrhundert v. Chr. datiert. Es überwiegen hierbei geschlossene Gefäßformen, jedoch kam auch eine nicht unerhebliche Zahl an Fragmenten offener Gefäßformen ans Licht. Es überwiegen allerdings weiterhin italische Tongefäße, die im 12. Jahrhundert im subapenninischen Stil (Impastokeramik) gefertigt sind; auch tritt (italische) graue Ware, sogenannte pseudo-mynische Keramik, auf.